# Jacuizinho
Jacuizinho este un oraș în Rio Grande do Sul (RS), Brazilia.